# Caber
 (mars 2020).

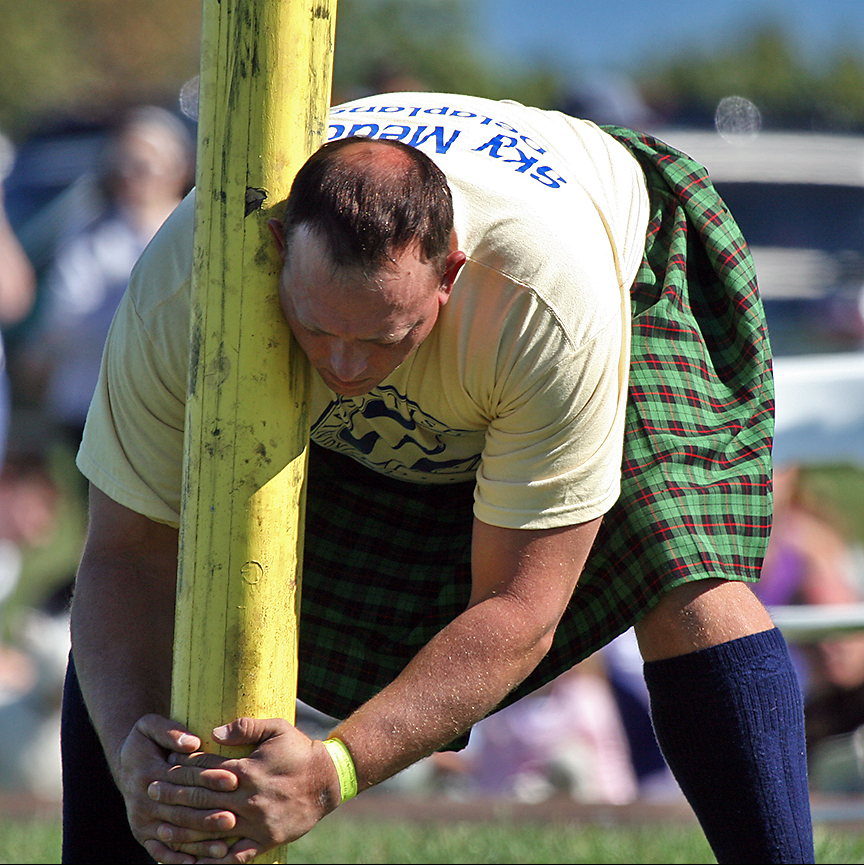
Un homme soulevant un caber

Le caber est un événement sportif traditionnel écossais qui consiste à lancer un tronc d'arbre ou une poutre de plus de quatre mètres de long. Le but de l'épreuve est de faire faire un demi-tour complet au tronc ; lors d'un lancer parfait, l'extrémité qui était au sommet touche ainsi le sol verticalement. 

## Historique
Le caber était à l'origine un moyen de lancer les troncs d'arbres abattus par-dessus les ravins et les rivières. Il est devenu par la suite un jeu typiquement écossais créé au cours des XIIe et XIIIe siècles par Malcolm Canmore, roi d'Écosse qui a aussi créé les Highland games dont fait partie le caber. Ces jeux ont initialement été conçus pour recruter des serviteurs ou pour des matchs entre clans. Au Moyen Âge, ils servaient aussi à la préparation des combats. En 1820, l'establishment britannique décide d'en faire d'authentiques fêtes.
Le caber, mot gaélique qui signifie « pieu » ou « poteau », est une énorme poutre arrondie dont la longueur varie selon les clans entre cinq et sept mètres, pesant de 100 à 110 kilogrammes. Généralement, les joueurs utilisent le tronc d'un jeune mélèze. Ce jeu offre aux spectateurs des moments d'une émotion intense. Par exemple, il arrive souvent que la lourde solive reste pendant une ou deux minutes en équilibre sur son pied, après qu'elle a heurté le sol. Le sommet se balance de-ci-de-là sans que l'on sache trop quelle direction il va prendre. C'est dans de pareilles circonstances que le « tossing of the caber » peut devenir un sport mortel. Hypnotisés, en effet, par le balancement du tronc, joueurs et spectateurs, afin de mieux juger du coup, se rapprochent inconsciemment de la zone dangereuse.
Les Anglais et les Américains ont tenté à plusieurs reprises d'introduire chez eux ce sport historique mais une série de graves accidents les ont contraints finalement d'abandonner ce projet. En 1906, au meeting annuel du Highland Athletic Club de Londres, un policeman de taille gigantesque et de force herculéenne avait parié de lancer le caber. Le résultat de ce pari fut plusieurs fractures dont une jambe cassée.
Dans les matchs entre clans, les dimensions et le poids de la poutre font l'objet d'un premier concours. Si personne, parmi les concurrents, ne peut soutenir en l'air le tronc de mélèze, on en scie une portion au sommet ; et l'on répète l’opération jusqu'à ce qu'il soit maniable par un certain nombre de joueurs.
De nos jours, il existe un championnat du monde de lancer de tronc,,.

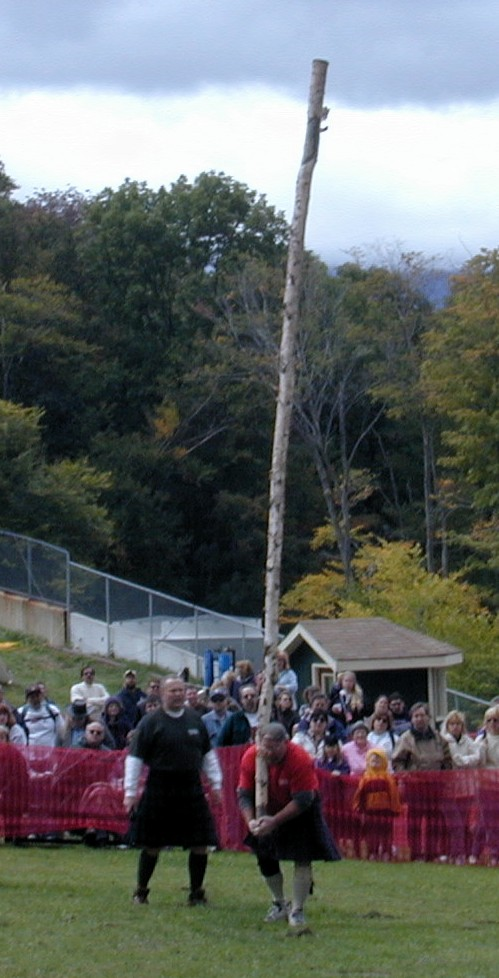

## Règles et technique
Il n'y a pas de règles particulières sur les dimensions du tronc d'arbre (poids, taille, type de bois, circonférence, etc.). En fait, le tronc utilisé dans les compétitions varie dans ses caractéristiques à chaque événement (les Highland Games). En général, lors de ces manifestations, différentes catégories existent selon le tronc d'arbre.
Traditionnellement, un caber mesure entre 4m, 5 et 6,5 mètres et pèse entre 35 et 60 kilogrammes, d'où la nécessité pour les concurrents de posséder beaucoup de force puisqu'ils doivent soulever le tronc puis le lancer verticalement.

## Galerie

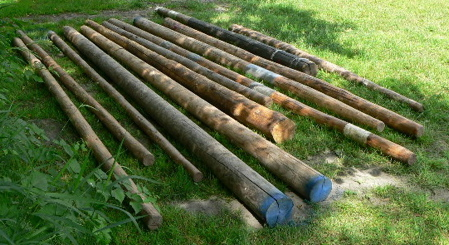
Une sélection de caber selon le poids et la taille.
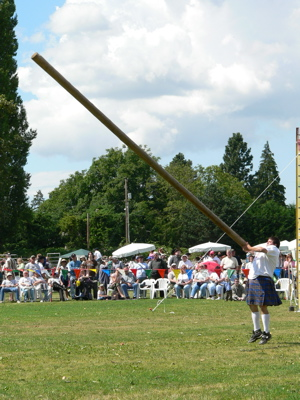
Moment du lancer.
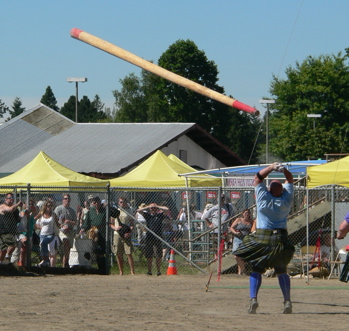
La chute du caber à mi-course.
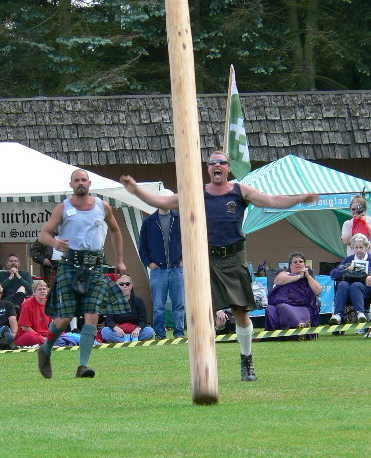
Le caber touche le sol.